# Opuntia tehuacana
El nopal de Tehuacán (Opuntia tehuacana) es una planta perteneciente a la familia de los cactos (Cactaceae). 

## Clasificación y descripción
Arbustiva. 0,4-0,8 m de alto. Tronco definido, tallos ascendentes o postrados, ramifica desde la base. Cladodios 20-29 x 23-26 cm, suborbiculares a ligeramente obovados, verde claros a verde-amarillentos, frecuentemente cubiertos por manchas obscuras, podarios evidentes. Epidermis glabra. Aréolas elípticas, 2,8-4.3 mm de largo, dispuestas en 6-8 series, distantes entre sí 2,3-3,5. cerdas 1-2, cortas, caducas. Espinas 1-3(-7), 1-3(-4) cm de largo, 0,5-1 mm de ancho, ligeramente subuladas, ascendentes, ligeramente torcidas, blanco-grisáceo, grises con la edad. Glóquidas. 1-2 mm de largo. 
Flores 3-4,2 cm de largo, amarillas; pericarpelo 2,2-3,2 cm de largo, 2-2,5 cm de ancho, deltoides, carnosas, próximas a los tépalos, glóquidas cortas, escasas, amarillo claras, cerdas y espinas ausentes; tépalos externos 1-2 x 1-1,5 cm, obovados, anaranjados a rojos, base amarilla, franja media rojo oscura al final de la antesis, ápice ligeramente retuso; tépalos internos 2.2-2.3 cm de largo, verde-amarillentos, lóbulos del estigma 9-12, ca- 4 mm de largo. Frutos 4,9x2,2 cm, oblongo, amarillo-rojizo o rojo-violáceo, podarios alongados, ligeramente evidentes, aréolas en 6 series, distantes 1.1 cm entre sí y entre aréolas, estas circulares a obovadas, con fieltro marrón, glóquidas de 1 mm de largo escasas, espinas ausentes, cerdas 6 grisáceas hasta negras, pulpa verde-rojiza, ácida (xoconostle). Semillas lenticulares marrón 0,5x 0,4 cm, cicatriz floral de 1,3 cm de diámetro y profundidad 0,7 cm.

### Características distintivas para la identificación de esta especie
Planta arbustiva. Tronco definido, tallos ascendentes o postrados. Cladodios subcirculares a obovados, verde claros a verde-amarillentos, frecuentemente cubiertos por manchas obscuras, podarios evidentes. Epidermis glabra. Aréolas elípticas. Espinas 1-3(-7), ligeramente subuladas, blanco-grisáceo, grises con la edad. Flores anaranjadas a rojas, base amarilla, franja media rojo oscura. Frutos grisáceos, pulpa verde-rojiza ácida (xoconostle).

## Distribución
Es una especie microendémica de Tehuacán, Oaxaca, México.

## Ambiente
Altitud de 700-1500 m. Tipo de vegetación,  bosque tropical caducifolio. Fenología florece de mayo a junio y fructifica de junio a julio.

## Estado de conservación
Especie no considerada bajo ninguna categoría de protección de la NOM- 059- ECOL-SEMARNAT- 2010.